# Bettignies
Bettignies é uma comuna francesa na região administrativa de Altos da França, no departamento do Norte. Estende-se por uma área de 4.62 km². Em 2010 a comuna tinha 315 habitantes (densidade: 68,2 hab./km²).